# دون بيكر
دون بيكر (بالإنجليزية: Don Baker)‏ هو مغني وكاتب أغاني أيرلندي، ولد في 26 أغسطس 1950 في Whitehall, Dublin ‏ في جمهورية أيرلندا.

## وصلات خارجية
- دون بيكر على موقع IMDb (الإنجليزية)
- دون بيكر على موقع ميوزك برينز (الإنجليزية)
- دون بيكر على موقع أول موفي (الإنجليزية)
- دون بيكر على موقع قاعدة بيانات الفيلم (الإنجليزية)
- دون بيكر على موقع كينوبويسك (الروسية)